# Еленія велика
Еле́нія велика (Elaenia dayi) — вид горобцеподібних птахів родини тиранових (Tyrannidae). Мешкає на Гвіанському нагір'ї.

## Підвиди
Виділяють три підвиди:
- E. d. dayi Chapman, 1929 — південний Болівар (південно-східна Венесуела), можливо, також Гаяна;
- E. d. auyantepui Zimmer, JT & Phelps, 1952 — південно-східний Болівар;
- E. d. tyleri Chapman, 1929 — південь Амасонасу і південно-західний Болівар (південна Венесуела).

## Поширення і екологія
Великі еленії мешкають в тепуях на південному сході і півдні Венесуели, а також в сусідніх районах північної Бразилії та, імовірно, Гаяни. Вони живуть у вологих гірських тропічних лісах і високогірних чагарникових заростях, а також в рівнинних тропічних лісах, чагарникових заростях і саванах. Зустрічаються на висоті від 1800 до 2600 м над рівнем моря.